# Refuge de Juclà
Le refuge de Juclà est un refuge d'Andorre situé dans la paroisse de Canillo à une altitude de 2 310 ou 2 312 m,.

## Randonnée
Inauguré en 1990 et propriété du Govern d'Andorra,, le refuge est gardé de juin à septembre,,. Lorsqu'il est gardé, le refuge possède une capacité d'accueil de 43 personnes,,. En dehors de cette période, il existe un abri en accès libre d'une capacité de 6 personnes.
Le refuge est situé dans la vallée d'Incles tout près du barrage de l'estany Primer de Juclà. Il se trouve sur le trajet de la Haute randonnée pyrénéenne et à proximité du port d'Incles qui permet de se rendre en Ariège (France). Les passages transfrontaliers sont également possibles par la collada de Juclar vers l'étang de Joclar, l'Estagnol et le refuge gardé du Rulhe et par le col de l'Albe vers l'étang éponyme, l'étang de Couart et l'étang de Pédourrés en direction de L'Hospitalet-près-l'Andorre.

Carte des principaux chemins de randonnée et refuges d'Andorre.
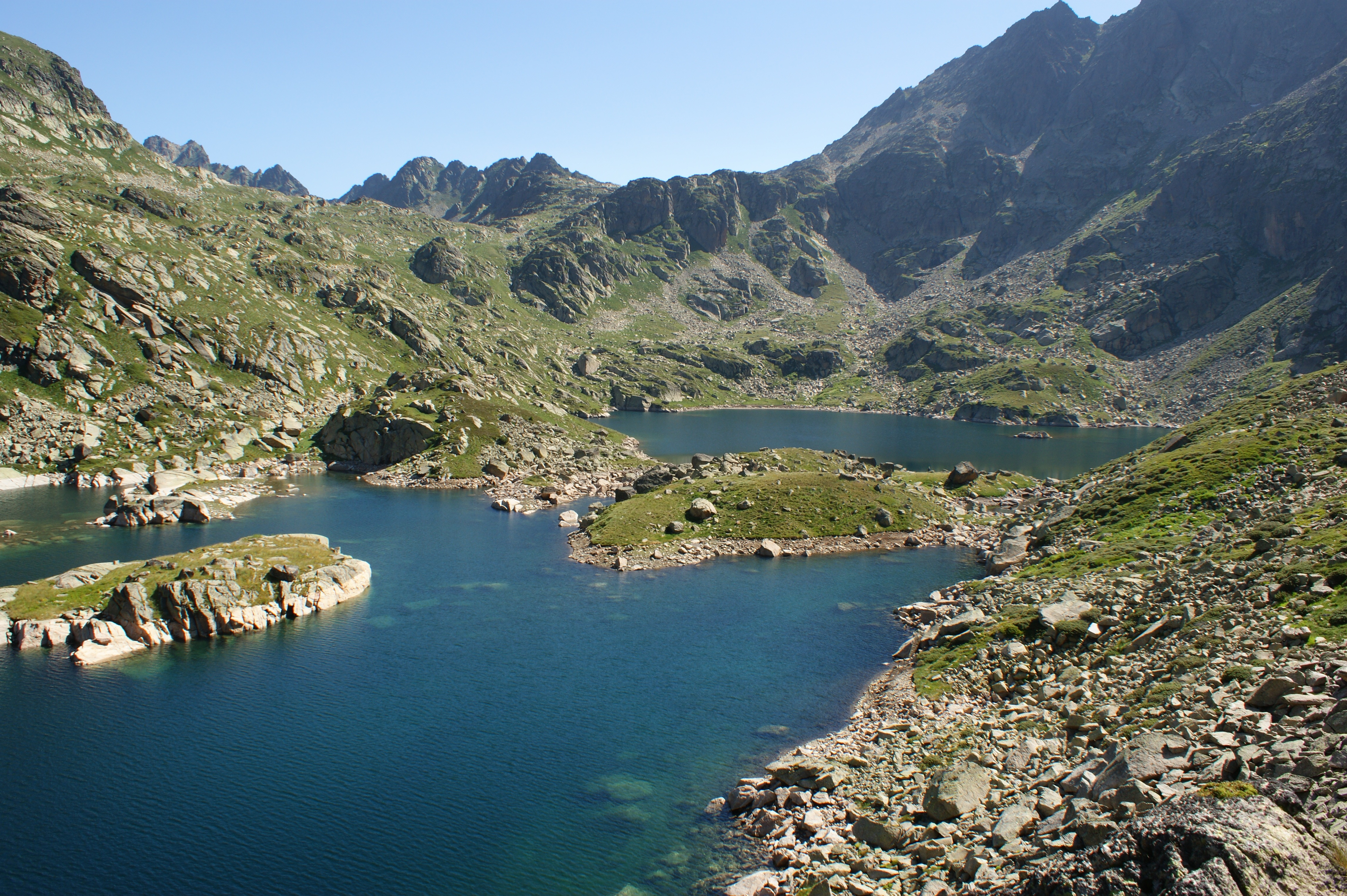
L'estany Primer de Juclà.

## Toponymie
La forme Juclà est celle reconnue par la nomenclature des toponymes d'Andorre. Il s'agit également de l'orthographe retenue par la Gran Enciclopèdia Catalana. On retrouve cependant très fréquemment la forme Juclar. La co-existence de ces deux formes s'explique par l'amuïssement du « r » final en catalan,. Juclà est formé à partir du latin claru au sens de « massif montagneux sans arbre », auquel on a adjoint le préfixe ju- signifiant « sous ».